# Sister, What Grows Where Land Is Sick?
 (janvier 2024).
Si vous disposez d'ouvrages ou d'articles de référence ou si vous connaissez des sites web de qualité traitant du thème abordé ici, merci de compléter l'article en donnant les références utiles à sa vérifiabilité et en les liant à la section « Notes et références ».
Pour plus de détails, voir Fiche technique et Distribution.
Sister, What Grows Where Land Is Sick? est un film d'auteur norvégien, 1er long métrage, réalisé par Franciska Eliassen, sorti en 2022 lors du 75e Festival international du film de Locarno.

## Synopsis
Dans un village du nord de la Norvège, deux soeurs, Vera et Eira, vivent au coeur d'une nature encore sauvage. Mais Vera, la soeur ainée, s'inquiète du changement rapide de son environnement. Intriguée par le comportement de plus en plus bizarre de Vera, Eira pénètre dans la chambre de sa soeur et lit le journal intime de celle-ci pour essayer de comprendre. Intimement liées depuis leur plus tendre enfance, Eira va progressivement pénétrer dans le monde onirique de sa sœur. Elle va l'accompagner dans toutes ses escapades et assister fascinée et complice à sa dérive mentale,.

## Fiche technique
- Titre : Sister, What Grows Where Land Is Sick?[3],[4]
- Titre original : Den siste våren (no)
- Réalisation : Franciska Eliassen
- Photographie : Henrik Lande
- Producteurs : Franciska Eliassen, Hummelfilm et Filmreaktor
- Musique : Matias Frøystad, Elina Waage, Mikalsen,	Evelina Petrova
- Pays d'origine :  Norvège
- Format : Couleur
- Genre : Drame
- Durée : 8O minutes
- Date de sortie : 
  - Suisse : 8 août 2022 (Locarno Film Festival, premiere)
  - Islande : 29 septembre 2022 (Reykjavik International Film Festival)
  - Allemagne : 3 novembre 2022 (Nordic Film Days Lübeck)
  - Norvège : 17 janvier 2023 (Tromsø International Film Festival)
  - Suède : 2 février 2023 (Göteborg Film Festival)
  - France : 1er décembre 2023 (ArteKino Festival)

## Distribution
- Ruby Dagnall : Vera (la soeur ainée)
- Keira Lahart : Eira (la soeur cadette)

## Récompenses
- Festival de Locarno  (2023) : mention spéciale[5].
- Prix Amanda (2023) : meilleur film norvégien, meilleure actrice pour Ruby Dagnall (no) et meilleure musique originale[5]
- ArteKino Festival (2023) : prix du jury jeune[6].